# Raised by Swans
Raised by Swans é uma banda de indie rock canadiana, liderado por Eric Howden, letrista e compositor da banda.
Em 2005 editam o primeiro álbum de estúdio de nome Codes and Secret Longing. Em 2010 voltam aos discos, lançando o segundo longa-duração No Ghostless Place.
As suas canções são usualmente incluídas em bandas-sonoras de filmes. O premiado realizador Atom Egoyan incluiu três canções no seu filme de 2009 Adoration e duas canções de No Ghostless Place no filme Chloe (2010), com Julianne Moore. O tema "Violet Light" de Codes and Secret Longing, foi incluído no filme de Douglas Coupland, Everything's Gone Green (2007).

## Membros
- Eric Howden: voz e guitarra (ex-membro de The Gandharvas)
- Alex Wright: guitarra
- Andy Magoffin: guitarra baixo (ainda membro de Two-Minute Miracles)
- Brady Parr: bateria (ex-membro de Petch, Salmonblaster e Panic Coast)

## Discografia

### Álbuns
- 2005- Codes and Secret Longing
- 2010- No Ghostless Place
- 2014- Öxnadalur